# Списък на реките в Охайо
Списъкът на реките в Охайо включва по-големите реки и потоци, които текат в щата Охайо, Съединените американски щати.
Чрез река Охайо щата се отводнява в Мисисипи и Мексиканския залив, а чрез езерото Ери – в Сейнт Лорънс и Атлантическия океан.

## По водосборен басейн
Мисисипи
- Охайо
  - Грейт Маями
    - Мад Ривър

  - Литъл Маями
  - Скиото
    - Пайнт Крийк
    - Биг Дарби Крийк
    - Биг Уалнът Крийк
    - Алъм Крийк
    - Олинтанги
    - Литъл Скиото

  - Ракун Крийк
  - Хокинг Ривър
  - Мъскингъм
    - Ликинг Ривър
    - Тускароуас
    - Килбък Крийк

  - Бийвър Ривър (Пенсилвания)
    - Ченанго (Пенсилвания)
      - Махонинг

Езеро Ери
- Сандъски Ривър

- Куяхога

- Гранд Ривър

- Мауми
  - Сейнт Мерис Ривър
  - Оглайз Ривър
    - Бланчард Ривър

## По азбучен ред
- Алъм Крийк
- Биг Дарби Крийк
- Биг Уалнът Крийк
- Бланчард Ривър
- Гранд Ривър
- Грейт Маями
- Килбък Крийк
- Куяхога
- Ликинг Ривър
- Литъл Маями
- Литъл Скиото
- Мад Ривър
- Мауми
- Махонинг
- Мъскингъм
- Оглайз Ривър
- Олинтанги
- Охайо
- Пайнт Крийк
- Ракун Крийк
- Сандъски Ривър
- Сейнт Мерис Ривър
- Скиото
- Тускароуас
- Хокинг Ривър